# Herrenhöhe (Overath)
Herrenhöhe ist ein Ortsteil von Vilkerath in der Stadt Overath im Rheinisch-Bergischen Kreis in Nordrhein-Westfalen, Deutschland.

## Lage und Beschreibung
Der kleine Ortsteil Herrenhöhe liegt direkt an der Höhenstraße Hohkeppeler Straße (Landesstraße 84), die Heiligenhaus mit Hohkeppel verbindet. Er besteht im Wesentlichen aus dem um 1880 erbauten Gutshaus Herrenhöhe mit Wirtschaftsgebäuden, einer Tierarztpraxis und einem Reitstall. In der Nähe liegen Hufe, Griessiefen und Bengelshöhe.

## Geschichte
Alte Schriften belegen, dass der Hof Zur Höhe seit mindestens 1470 zum Besitz der Herren von Ehreshoven zählte, daher der Name Herrenhof.
Die Topographia Ducatus Montani des Erich Philipp Ploennies, Blatt Amt Steinbach, belegt, dass der Wohnplatz bereits 1715 eine Hofstelle besaß, die als Herrenhöh beschriftet und als Freihof ausgezeichnet ist. Carl Friedrich von Wiebeking benennt die Hofschaft auf seiner Charte des Herzogthums Berg 1789 als Herrenhöhe. Aus ihr geht hervor, dass der Ort zu dieser Zeit Teil der Honschaft Vellingen im Kirchspiel Hohkeppel war.
Herrenhöhe lag nahe der Heidenstraße, einer bedeutenden mittelalterlichen Altfernstraße von Köln über Kassel nach Leipzig. Die heutige Landesstraße 84 folgt der Trasse des alten Höhenwegs Richtung Hohkeppel.
Der Ort ist auf der Topographischen Aufnahme der Rheinlande von 1817 als Herrenhöhe verzeichnet. Die Preußische Uraufnahme von 1845 zeigt den Wohnplatz unter dem Namen Herrenhöh. Ab der Preußischen Neuaufnahme von 1892 ist der Ort auf Messtischblättern regelmäßig als Herrenhöhe verzeichnet.
1822 lebten 17 Menschen im als Haus kategorisierten und als Herrenhöh bezeichneten Ort, der nach dem Zusammenbruch der napoleonischen Administration und deren Ablösung zur Gemeinde Hohkeppel der Bürgermeisterei Engelskirchen im Kreis Wipperfürth gehörte. Für das Jahr 1830 werden für den als Herrenhöh bezeichneten Ort 19 Einwohner angegeben. Der 1845 laut der Uebersicht des Regierungs-Bezirks Cöln als Hof kategorisierte und Herrenhöhe bezeichnete Ort besaß zu dieser Zeit ein Wohngebäude mit 13 Einwohnern, alle katholischen Bekenntnisses. Die Gemeinde- und Gutbezirksstatistik der Rheinprovinz führt Herrenhöhe 1871 mit zwei Wohnhäusern und 27 Einwohnern auf. Im Gemeindelexikon für die Provinz Rheinland von 1888 werden für Herrenhöhe zwei Wohnhäuser mit 14 Einwohnern angegeben. 1895 besitzt der Ort zwei Wohnhäuser mit 14 Einwohnern, 1905 werden ein Wohnhaus und neun Einwohner angegeben.
Aufgrund § 10 und § 14 des Köln-Gesetzes wurde 1975 die Gemeinde Hohkeppel aufgelöst und in Lindlar eingemeindet. Dabei wurden einige Ortsteile Hohkeppels in die Gemeinde Overath umgemeindet, darunter Herrenhöhe.

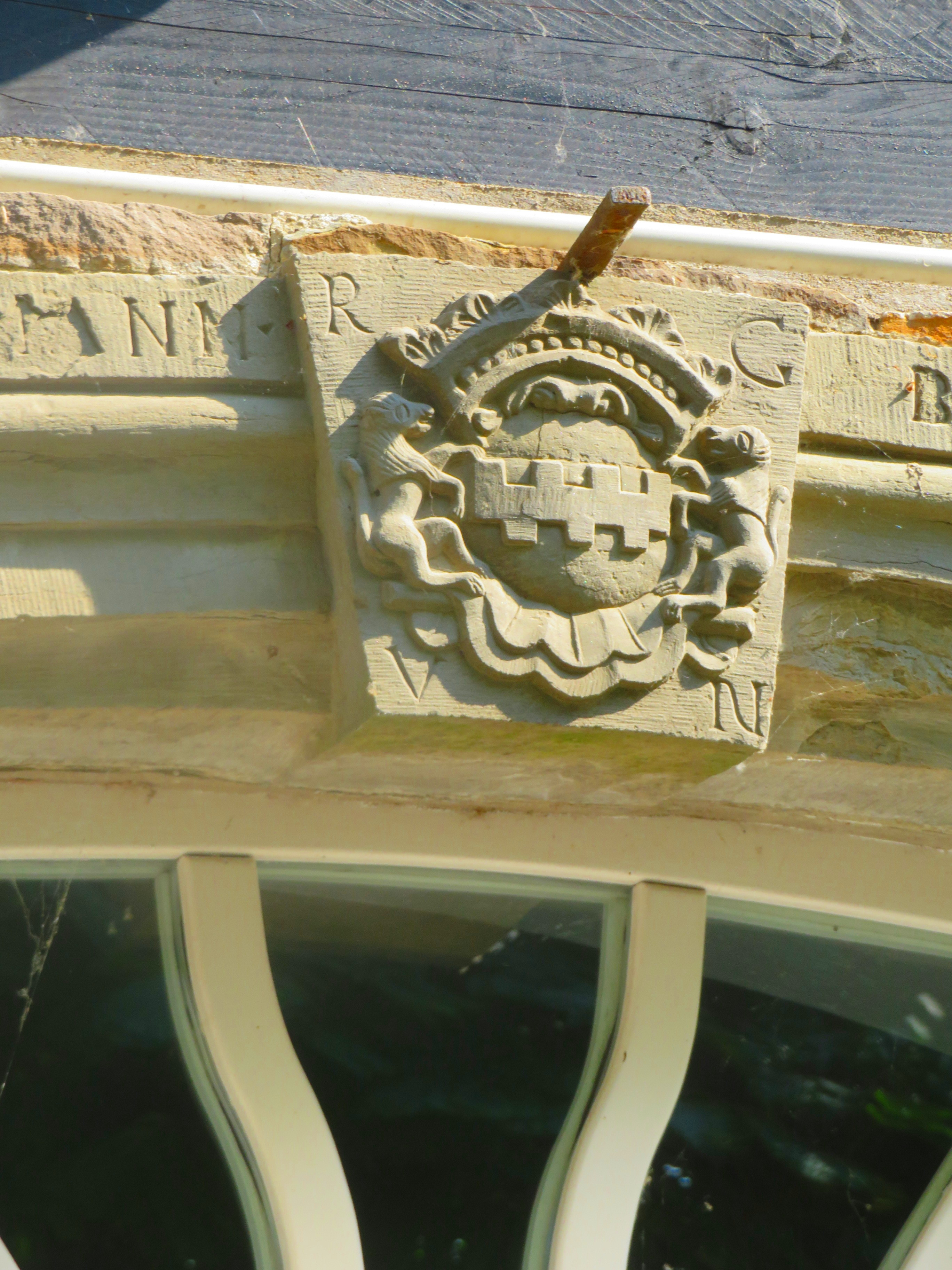
Wappen
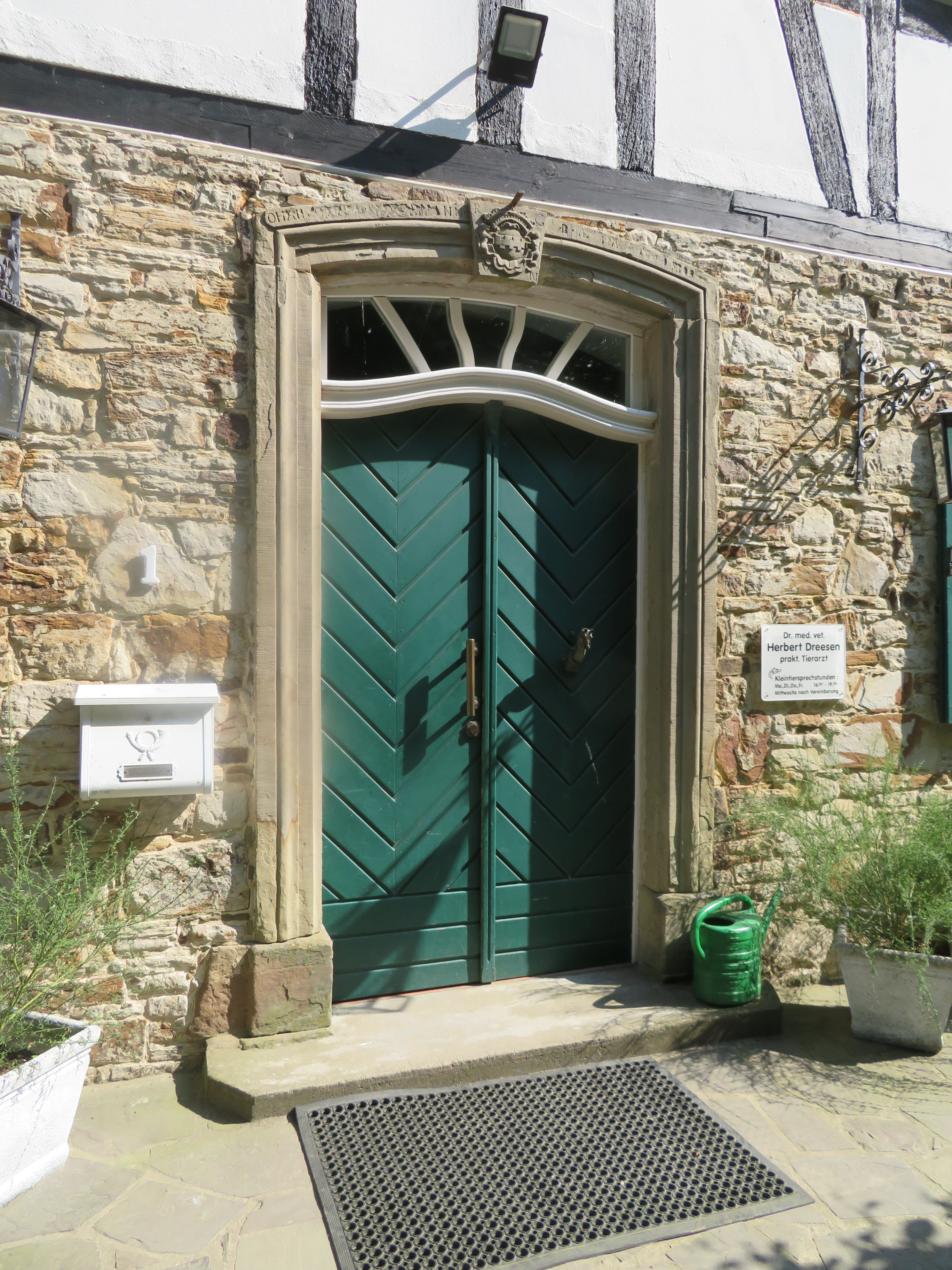
Eingangstür
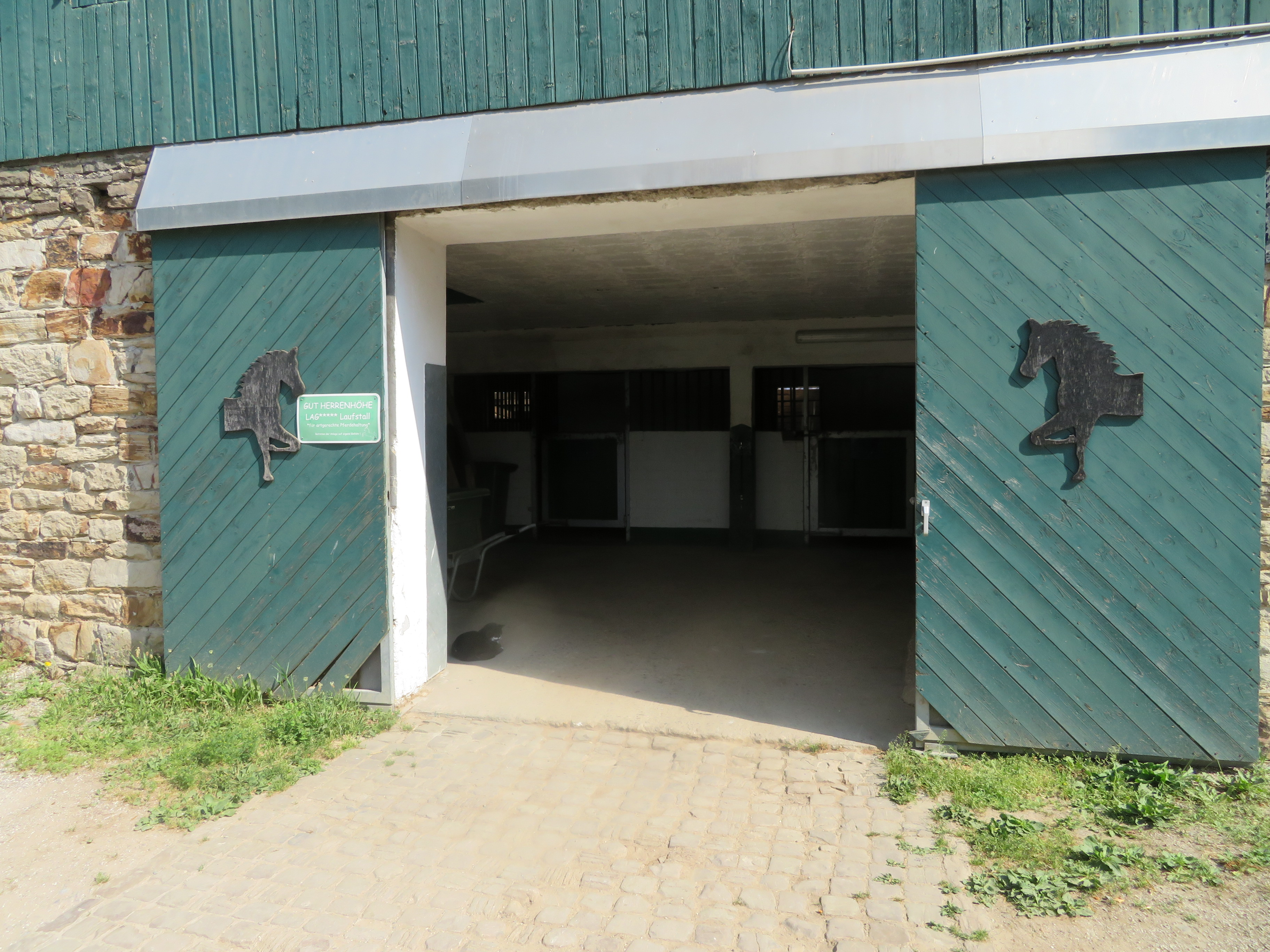
Stall
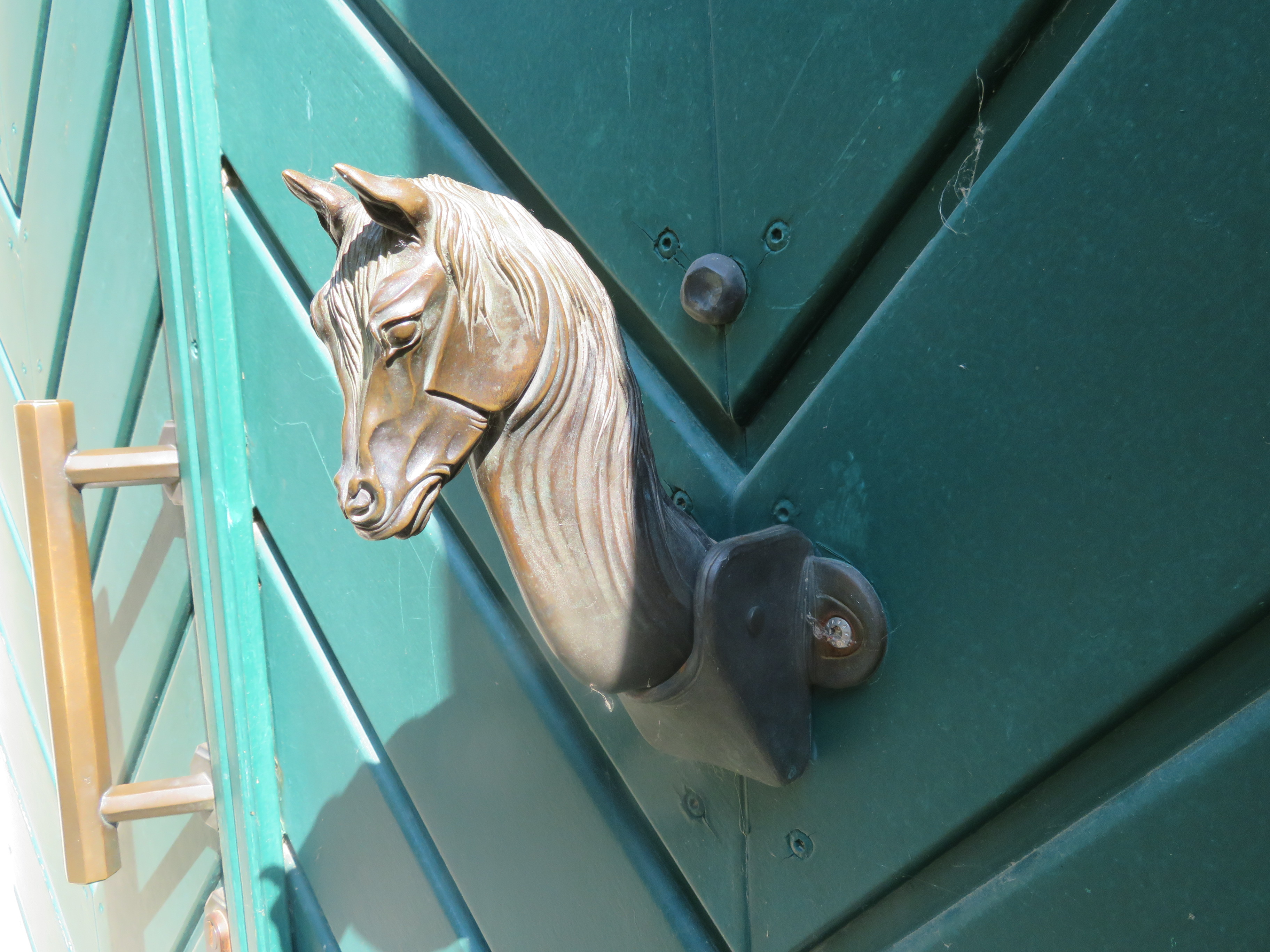
Türgriff